# Љупка Димитровска
Љупка Димитровска (Скопље, ФНРЈ, 25. јули 1946 — 3. октобар 2016) била је југословенска певачица македонског порекла.

## Биографија
Рођена је у Скопљу, 25. јула 1946. године. Први албум Љупка, објављен је 1975. године, а после тога објавила је велики број албума и синглова. Од 1968. године, па све до његове смрти 2006. године, била је супруга великог хрватског и југословенског композитора забавне музике Никице Калођере, који је аутор њених највећих хитова. Живела је и умрла у Загребу.

## Каријера
Врхунац популарности достигла је 70-тих и 80-тих година 20. века, када је била и остала једна од најпопуларнијих певачица забавне музике, као и шлагера, на простору бивше Југославије. Песма Никице Калођере Чибу - чиба, уздигла ју је у врх популарности и сјајно је прихваћена од стране јавности, о чему говори и чињеница да је давне 1970. године била продата у 23 европске земље и да је препевана управо на 23 језика. На подручју шлагера, бележила је велики успех у Немачкој демократској републици, Чешкој, Француској и Грчкој. Највећи део националних и интернационалних хитова остварила је певајући са Ивицом Шерфезијем, који је такође био један од најпознатијих кантаутора и певача забавне музике. Била је дистанцирана од свих колега, иако су колеге - певачи имале само речи хвале за њу, а виђала их је само на фестивалима. Живот је није мазио. Након смрти супруга, остала је без сестре и мајке, што је веома тешко поднела. Из брака са Никицом Калођером има ћерку Нику, која је лекар по струци. Умрла је 3. октобра 2016. године у Загребу.

## Фестивали
- Сваког дана, сваке ноћи, '69
- Биће боље, '82

Опатија:
- Жељела сам само тебе (алтернација са Зденком Вучковић), трећа награда жирија (дели је са Индексима), '68
- То нисам ја, '69
- Што ће бити с нама, '70

Београдско пролеће:
- Ен - тен - тини, '70
- Не заборави, '72
- Љубав је нешто више, '78 (дует са Ивицом Шерфезијем)

Сплит:
- Пара-па-па, '69
- Моја срећа, '70
- Ћао, пето место, '76
- Ето тако није лако (са групом 777), '77
- Твоја барка мала, '78
- Спавај, цвите мој (Вече далматинске шансоне), '78
- Гитара, гитара (дует са Ивицом Шерфезијем), '80
- Мајка Мару (Вече далматинске шансоне), '80
- Маестрал, '81
- Не вјеруј ми ништа, '83
- Машкаре (Вече сплитских бисера, дует са Ивицом Шерфезијем), '88
- Твоја барка мала (Вече сплитских бисера), '89
- Бамбино, '91
- Гдје су старе љубави, '93
- Липа Далмација, '94
- Довиђења љубави, '95

Загреб:
- Го чекав летото, '69
- А шта да се ради, '70
- Добро јутро, '71
- Љутиће се моја мајка, награда стручног жирија СОКОЈ-а, '75
- Ја га хоћу, а он мене неће, '76
- Остаје нам музика, '77
- Хеј, момче, '78
- Играмо се, играмо, '79
- Робот, '83
- Лопта је округла (Вече Универзијади у част), '85
- Вјечна тајна, '88
- Medley, 2003

Југословенски избор за Евросонг:
- Bay, bay, шесто место, Београд '70

Скопље:
- Срамежливи луѓе (дует са Зафиром Хаџимановим), победничка песма, '68
- Една мома чека, '71

Словенска попевка, Љубљана:
- Љубљански звон, '72, друга награда
- Бијела огрлица (Снег в мају), '78

Крапина:
- Мене чека моја Јана (дует са Жарком Данчуом), '75
- Пенези, пенези (дует са Ивицом Шерфезијем), '78
- Как се земе (дует са Ивицом Шерфезијем), '79
- Теби нигдар не бу зима, '81
- Кај нам пак мореју(дует са Ивицом Шерфезијем), '89
- А Сутла си тече (дует са Ивицом Шерфезијем), '90
- Златна шкриња, '91
- Попевке звонију, цајти бежију, '92
- Очи как Загорје зелене, '93

Карневал фест, Цавтат:
- Води ме у циркус, '79
- Нек' звоне пјесме (дует са Ивицом Шерфезијем), '80
- Луди дани, луде ноћи (дует са Ивицом Шерфезијем), '82

Славонија, Славонска Пожега:
- Шокица, победничка песма, '80
- Врагољанка из сокака мог, '81

МЕСАМ:
- Кад чујем хармонику, '84
- Не питај ме шта ми је, '86
- Било гдје, '87
- Шанана, '88

Макфест, Штип:
- Звона звоне, победничка песма, '90

Атина:
- Адио, награда за најбољи аранжман, награда за уметнички дојам, награда за интерпретацију и победничка песма, '70

Куп Европе, Берн:
- Он је мој, награда Златни медвед и прва награда купа (заједно са Терезом Кесовијом и Миром Унгаром представљала Југославију), '70

Међународни фестивал Малага, Шпанија:
- What will be with us, друга награда, '71

Светски фестивал песме, Токио:
- Обећање, сребрена медаља, награда за интерпретацију и прва награда за најкомплетнијег извођача, '71

Internationales Schlagerfestival, Dresden:
- Љубљански звон, друга награда публике и трећа награда жирија, '72
- Der cottbuser postkutscher, '77

Међународни фестивал Сул, Њемачка демократска република:
- Не играј се са мном, друга награда, '73

Звуци Паноније, Осијек:
- Јашини тамбураши, 2000

## Албуми
- 1975. - Љупка
- 1979. - Играмо се
- 1980. - У двоје је љепше (са Ивицом Шерфезијем)
- 1982. - Насмијеши се
- 1985. - Нисам се кајала
- 1988. - Слика с матуре
- 1990. - Звона звоне
- 1993. - Моји највећи хитови
- 1999. - У двоје је љепше (са Ивицом Шерфезијем), реиздање
- 2002. - Све најбоље
- 2008. - Platinium collection